# Шахтні перемички

Шахтні перемички — штучні споруди, що зводяться в гірничих виробках з метою регулювання вентиляційного потоку, ізоляції виробок від газів, води, пожеж, затримання закладальних і замулювальних матеріалів, а також зменшення руйнівної дії ударної повітряної хвилі вибуху.

## Класифікація
Ш.п. поділяються:
- за призначенням — на вентиляційні, протипожежні, водопідпірні, фільтраційні, вибухостійкі й буферні;
- за строком роботи — на тимчасові й постійні;
- за положенням у виробках — на поперечні й поздовжні;
- за конструкцією — на глухі з дверима, лядами й лазами; врубові; безврубові; із сорочкою; посилені та комбіновані;
- за видом матеріалів, що застосовуються — на брезентові, гумові (надувні), дощані, мішечно-насипні (барикадні), глинобитні, колодові дерев'яні, брущаті (шпальні) дерев'яні, клинчасті дерев'яні, бутові, шлакоблочні (цементні та литі), цегляні, бетонні, залізобетонні, сталеві, чавунні та комбіновані.